# 模組化整合通訊頭盔
模組化整合通訊頭盔（英語：Modular Integrated Communications Helmet，簡稱：MICH）是一款美國製的戰鬥頭盔，由美國陸軍士兵系統中心所開發。

## 歷史
MICH原本是為美國陸軍特種作戰司令部設計的一系列戰鬥頭盔，目的是用於取代特種作戰部隊使用的PASGT頭盔和各種沒有防彈功能的運動頭盔
。 研發於1997年完成，並於2001年1月由美國陸軍士兵系統中心推出。由於PASGT頭盔太笨重，許多特種作戰部隊幹員寧可使用更輕、更舒適和更容易安裝夜視儀和通訊耳機的塑膠運動頭盔也不使用它。在幹員需要安裝夜視儀的情況下，這些運動頭盔能夠讓他們不增加頸部疲勞，更不需透過在盔上鑽孔，從而有機會削弱防彈效能的情況下安裝夜視儀座。然而，由於這些塑膠頭盔本身並不具備防彈功能，因此並不適宜在激烈的近身距離作戰環境下使用。在1993年摩加迪沙之戰期間，至少1名三角洲部隊幹員據稱是因頭部中彈而陣亡。由於沒有防彈頭盔能夠滿足部隊的需求，美國陸軍決定研發一種新頭盔以更好的保護執行直接行動任務的特種作戰部隊幹員，同時滿足他們提出的低重量和模組化的需求。
最初的權宜之計引進了RBR S4頭盔，目前很難找到有關該頭盔的資料，但它可能是從法國SPECTRA頭盔和加拿大CG634頭盔衍生而來。另一方面，美國陸軍在SPEAR項目下開發一種專門設計的新頭盔，最終在1990年代末演化成MICH，並提供3種切割方式以容許幹員在防禦力和重量上作出平衡，以滿足不同的個人偏好和任務需求。儘管MICH沒有完全取代在部隊中服役的塑膠頭盔，它在直接行動任務中幾乎完全取代了後者，因為幹員們較有可能頭部因碎片、衝擊力或子彈而受傷。最初，MICH幾乎只裝備於美國特種作戰司令部，以及與他們緊密合作的部隊。但是，美國陸軍後來決定為全軍開發一種比PASGT更輕巧的頭盔，得出的結果為先進戰鬥頭盔（ACH）。
目前，MICH及其衍生品，先進戰鬥頭盔和增強型戰鬥頭盔已完全取代美軍所有前線單位中的PASGT頭盔。
美國海軍陸戰隊曾對MICH進行評估，但最終決定採用與PASGT有相同輪廓的輕量化頭盔，該頭盔同時吸收了MICH的優點，例如：護墊和懸掛系統。
2010年代初，美國特種作戰司令部開始以未來突擊外殼技術頭盔逐步取代MICH系列頭盔。

## 設計

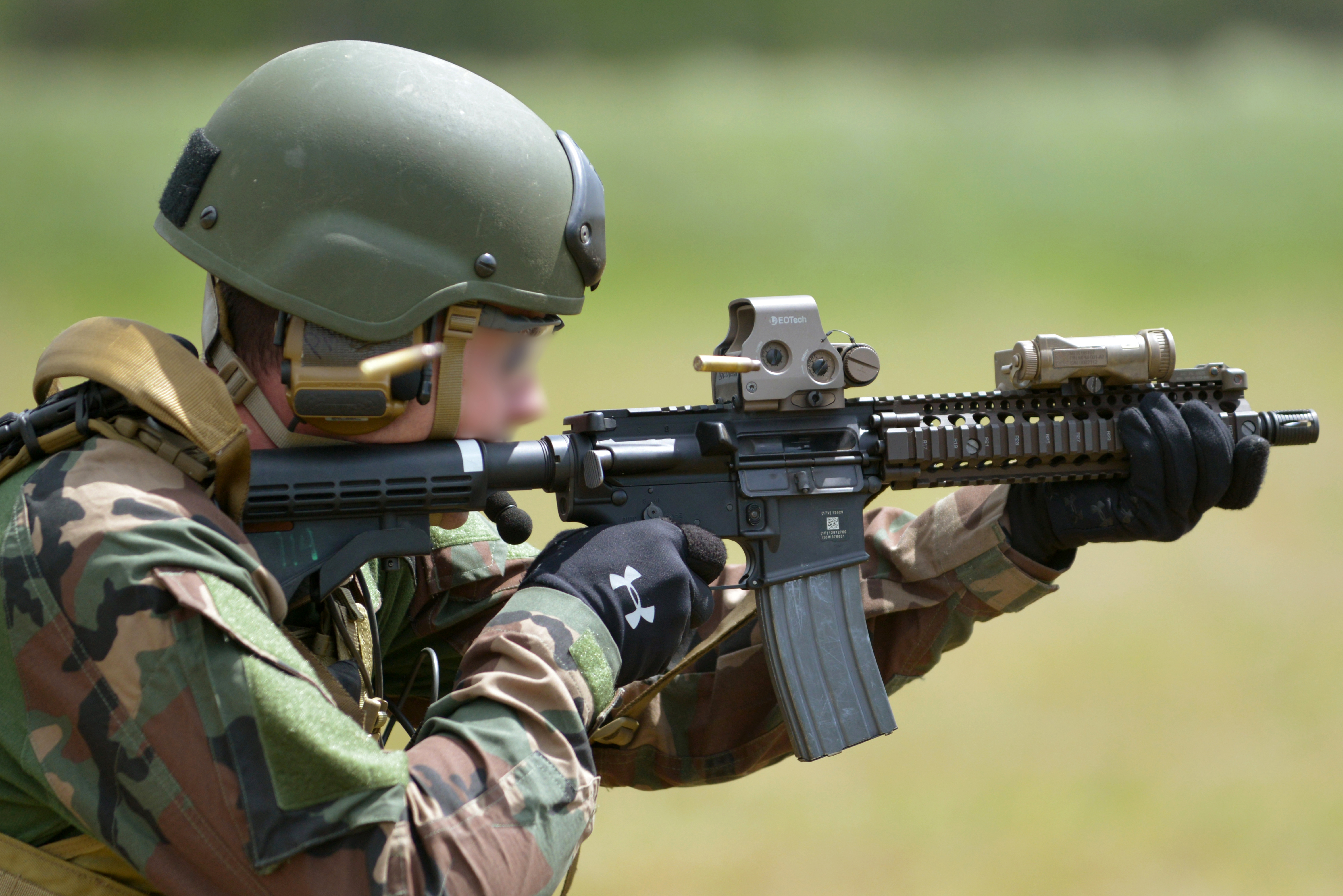
一名佩戴MICH TC-2000的美國海軍陸戰隊關鍵技能幹員

MICH頭盔有不同尺寸的版本可供選擇，一個中碼的MICH頭盔重約3磅（1.36公斤），加大碼則重約3.6磅（1.63公斤）。該頭盔採用一種先進的凱夫拉生產，能夠更有效地抵擋手槍子彈的射擊。
該頭盔以類似於運動頭盔的軟墊系統和四點懸掛系統取代了PASGT頭盔的尼龍繩懸掛系統、吸汗帶和下巴帶。 這些改動能更有效地為穿戴者提供抗衝擊保護和更高的舒適度。用戶可在頭盔前方安裝夜視儀座以裝上諸如AN/PVS-14或AN/PVS-15的夜視儀。用戶還可在頭盔後部掛上護目鏡的帶子以將護目鏡固定到位，以及在頭盔外部套上各種迷彩或純色塗裝的盔布。 
MICH的尺寸亦比PASGT更小，從而比後者少提供8%覆蓋範圍。這是由於MICH取消了PASGT頭盔原有的前方邊緣位，以更有效地減重和減少對佩戴者視力的阻礙。
此前，士兵們曾抱怨攔截者護甲的高領與兩點式下巴帶將PASGT頭盔的後部向前推，進而在他們試圖從俯臥位置開火時將頭盔邊緣移動到眼睛上方，這一問題已在MICH上得到解決。因為其輪廓已縮小，並配有四點下巴帶。

## 衍生型

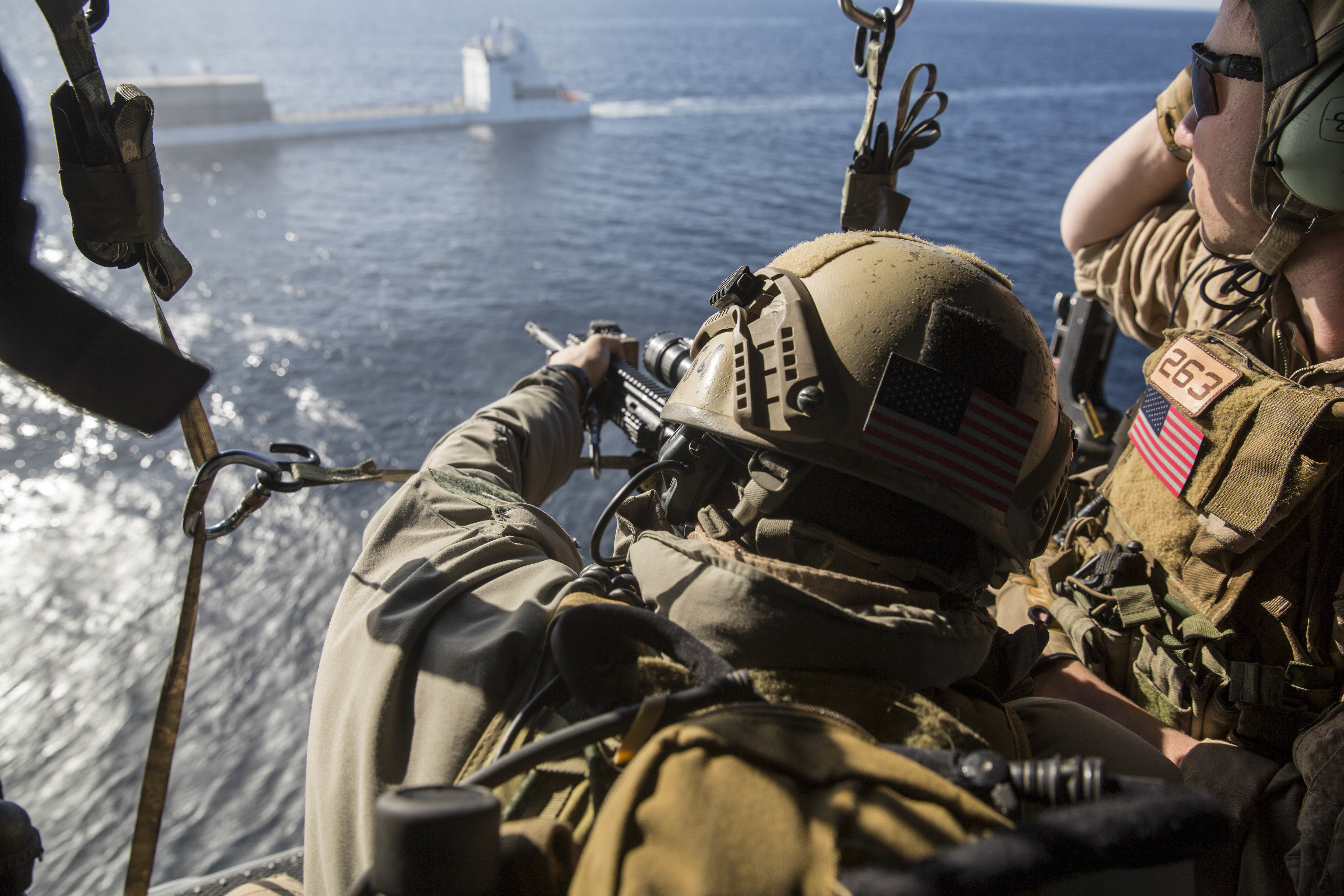
一名佩戴MICH TC-2000頭盔的第15海軍陸戰隊遠征軍隊員

### MICH TC-2000
最基本的全尺吋頭盔，配備一個四點式下巴帶和七個內部護墊。

### MICH TC-2001
被稱為“高切”（High cut）的版本，讓用戶在犠性耳部護甲作為代價下可安裝更多款式的通訊耳機。

### MICH TC-2002
被稱為“槍手切”（Gunfighter cut）的版本，耳朵周圍的非覆蓋區域增加了約1/2"，讓用戶可安裝更多款式的通訊耳機，外型上亦貼近美軍特種作戰部隊以前使用的運動頭盔。

### 先進戰鬥頭盔
衍生自MICH的頭盔，但提供更優越的防禦效果。

### 增強型戰鬥頭盔
外型上跟先進戰鬥頭盔相若，但更厚和以更輕的材料生產。用作取代美國海軍陸戰隊使用的輕量化頭盔，以及美國陸軍、空軍和海軍使用的ACH和MICH-2000。

## 使用者
- 阿富汗
  - 阿富汗國民軍
  - 阿富汗內務部
  - 阿富汗國家安全局
- 白俄羅斯
- 智利
- 捷克
- 法國
  - 國家憲兵干預組
  - 法國國家警察搜索，支援，干預，威懾部隊
- 德国
  - 德國聯邦國防軍
- 香港
  - 香港警務處
    - 特別任務連（已退役）
    - 反恐特勤隊（已退役）
- 伊拉克
  - 伊拉克特種作戰部隊
- 荷蘭
  - 荷蘭皇家陸軍突擊隊軍團（英语：Korps Commandotroepen）
- 新西兰
- 羅馬尼亞
  - 羅馬尼亞空軍特種部隊單位
- 俄羅斯
  - 聯邦安全局特種部隊
  - 特別迅速應變分隊
- 塞爾維亞
  - 憲兵
  - 特種部隊單位
- 美国
  - 美國特種作戰司令部（已退役）
  - 美國海軍陸戰隊（已退役）
  - 美國空軍（已退役）
  - 美國海岸防衛隊（已退役）
  - 聯邦調查局（已退役）
  - 美國緝毒局（已退役）
  - 地方警察單位

## 登場作品

### 電子遊戲
- 2007年—《決勝時刻4：現代戰爭》及重製版：由美國海軍陸戰隊所使用，沒有實際防禦效果。
- 2009年—《決勝時刻：現代戰爭2》及重製版：由141特遣隊、第75游騎兵團及俄羅斯軍隊所使用，沒有實際防禦效果。

## 另見
- PASGT
- 先進戰鬥頭盔
- 輕量化頭盔
- 未來突擊外殼技術頭盔